# IC 4300
IC 4300 — компактная галактика типа С в созвездии Гончие Псы. Прямое восхождение — 13 час 35 минут и 25.1 секунды. Склонение +33° 25' 11". Видимые размеры — 0,20' × 0,2'. Видимая звёздная величина — 15,1. Поверхностная яркость — 11,5 mag/arcmin2. Этот объект входит в число перечисленных в оригинальной редакции «Нового общего каталога».